# Вощена обгортка

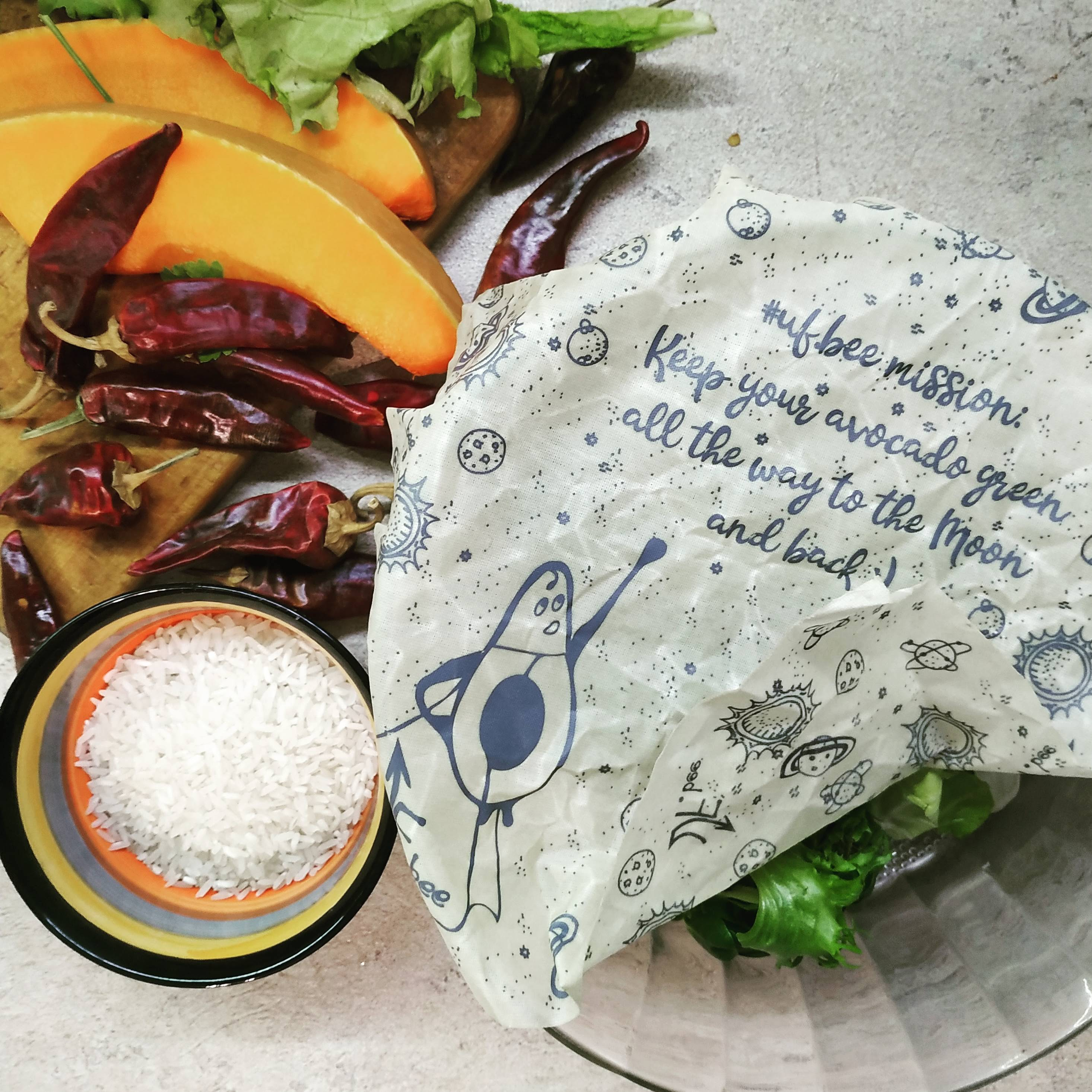
Вощену обгортку (серветку) можна використати для накривання посуду (тільки з охолодженою їжею), у неї можна загортати продукти чи формувати з обгортки мішечок, чи будь-який інший тип упакування для продуктів.

Вощена обгортка, вощена серветка або вощанка (англ. beeswax wrap) — це багаторазовий пакувальний матеріал, що зазвичай використовується для загортання продуктів замість харчової плівки. Обгортка виготовляється на основі бавовняного полотна, що просочується восковим розчином. До складу розчину зазвичай входить бджолиний віск, соснова смола, олія жожоба чи кокосова олія. 
За рахунок клейкості воску, що розм'якшується під впливом тепла рук, обгортка може фіксуватись довкола продуктів чи посуду. Обгортка багаторазова (миється під проточною водою з мийним засобом і повторно використовується) і після виходу з ужитку компостується, відтак допомагає замінити одноразові пластикові вироби з метою боротьби із пластиковим забрудненням. Окрім того, за рахунок наявності у складі соснової смоли та прополісу (у складі воску) обгортка пригнічує ріст бактерій навколо продукту та зберігає їжу краще, що попереджає її передчасне псування і запобігає утворенню надлишку продуктових відходів.

## Застосування
Вощена обгортка фіксується навколо продуктів, контейнерів чи посудин з їжею. Фіксація відбувається за рахунок того, що віск розм'якшується під впливом тепла рук, що робить тканину еластичною і клейкою. Вощена обгортка, втім, підходить не для всіх продуктів: не можна загортати сирі м'ясо та рибу, оскільки щоб знищити бактерії з обгортки після вказаних продуктів, потрібна термічна обробка, але вощене покриття чутливе до температур і не може контактувати з будь-чим гарячим, зокрема водою. Джерела також вказують, що вощена обгортка не підходить для динь та інших фруктів чи овочів з високим вмістом води.

### Догляд
Тривалість ужиткового терміну вощеної обгортки залежить від того на скільки часто її використовують та миють. Зазвичай обгортку миють після кожного використання або просто сполоснувши, або використавши для цього краплину мийного засобу. Сохнути вощена обгортка має віддаль джерел тепла, тобто, найкраще — на сушці для посуду.

### Утилізація
Коли обгортка втратила свою клейкість, її потрібно компостувати, так матеріал повністю розкладається. Можливі також альтернативні варіанти використання: наприклад, використати більше непридатну обгортку як розпалювач для багаття. 

## Історія
Використання тканини, просоченої воском, як обгортки для їжі, датується ще VII століттям, коли давні єгиптяни змогли вперше створити домашні пасіки, від яких отримували мед та віск. Одним із застосувань воску було просочення ним тканини для створення матеріалу, що зберігав би їжу.

## Виробництво
Виробництво вощеної обгортки полягає у просоченні текстильного полотна (зазвичай на 100% бавовняного) розчином воску (бджолиного або рослинного), смоли та олії (зазвичай жожоба або кокосової). У домашніх умовах вощену обгортку можна зробити відрізавши необхідного розміру шматок бавовняного полотна і промастивши його розчином розплавленого воску, смоли та олії. 

## Антибактеріальна дія вощеної обгортки
У 2017 році науковці Крістел Пінто, Ярослав Панковскі та Френсіс Нено провели дослідження антибактеріальної дії вощеної обгортки для "Журналу мікробіології, біотехнологій та харчових наук" і встановили, що вощена обгортка здатна пригнічувати активність бактеріальної мікрофлори, що вражає харчові продукти, завдяки зменшенню кількості та активності клітин бактерій. Це означає, що вощена обгортка запобігає росту патогенної мікрофлори та перешкоджає псуванню їжі, таким чином допомагаючи запобігти утворенню харчових відходів з передчасно зіпсованих продуктів. За даними науковців у контакті з багаторазовою вощеною обгорткою бактерій Salmonella entertitidis та Staphylococcus aureaus спостерігалось два важливі результати:
- зниження кількості клітин Salmonella entertitidis та Staphylococcus aureaus,
- зменшення бактеріальної активності клітин Salmonella entertitidis та Staphylococcus aureaus.

Водночас дослідження реакції між вощеною обгорткою та вірусними культурами (M13 та P1), а також пивними дріжджами не продемонстрували суттєвих результатів. Ці спостереження дали змогу підтвердити антибактеріальну дію вощеної обгортки, але не антивірусну та антигрибкову дію.